# بمباران توکیو (۱۰ مارس ۱۹۴۵)
بمباران توکیو (انگلیسی: Bombing of Tokyo) در شب ۹/۱۰ مارس ۱۹۴۵، توسط نیروهای هوایی ایالات متحده آمریکا انجام شد.